# Six Pack: Beto Cuevas + La Ley
Six Pack: Beto Cuevas + La Ley es un EP del cantante chileno, Beto Cuevas, que contiene 6 canciones, 3 de ellas pertenecientes a su álbum debut  Miedo Escénico, y las otras 3 son canciones de su banda La Ley, el disco fue lanzado al mercado en 2010.

## Lista de canciones
| Six Pack: Beto Cuevas + La Ley |                     |                                         |          |  |
| N.º                            | Título              | Letras                                  | Duración |  |
| 1.                             | «Vuelvo»            | Beto Cuevas                             | 4:43     |  |
| 2.                             | «Háblame»           | Beto Cuevas                             | 5:07     |  |
| 3.                             | «El Cínico»         | Beto Cuevas                             | 3.47     |  |
| 4.                             | «El Duelo»          | Andrés Bobe, Beto Cuevas, Luciano Rojas | 3.16     |  |
| 5.                             | «Día Cero»          | Beto Cuevas, Rodrigo Aboitiz            | 4:32     |  |
| 6.                             | «¡Amate y Sálvate!» | Beto Cuevas, Humberto Gatica            | 4:22     |  |
| 25:20                          |                     |                                         |          |  |

- Datos: Q30914162